# 桃園捷運公司
桃園捷運公司（とうえんしょううんこうし、略称：桃捷公司）は台湾で運輸業を営む企業である。機場捷運などの現在整備中の桃園捷運路線網の運営母体となる。

## 概要
2010年7月に桃園市政府・新北市政府・台北市政府が出資し「桃園縣大眾捷運股份有限公司」として設立され、現在桃園市政府が経営責任を負う。出資比率は機場捷運の市域内距離に比例し、それぞれ64.01%、29.32%、6.67%。

## 歴史
- 2010年
  - 7月6日 - 設立[1]
- 2011年
  - 4月15日 - 本社を桃園市桃園区（当時は桃園県桃園市）復興路189号12階（中華電信桃園營運處大樓）に移転
- 2014年
  - 7月19日 - 本社を桃園市大園区（当時は桃園県大園郷）領航北路四段251号に移転
  - 12月 - 直轄市移行に伴い現在の社名に
- 2017年
  - 3月2日 - 桃園捷運機場線正式開業
  - 4月25日 - 桃園国際機場公司とともに日本の関西エアポート・南海電鉄との間で連携協定締結[2]。
  - 8月25日 - 正式開業後の累計利用客1千万人を達成[3]。
- 2018年
  - 1月9日 - 桃園市内の開南大学、台湾の高級中学で唯一軌道系学科をもつ私立清華高級中学（中国語版）と人材養成のための産学連携で合意[4]。
  - 2月15日 - 累計利用客2千万人を達成[5]。
  - 5月31日 - 日本の京成電鉄とも連携協定締結[6][7]。
- 2019年
  - 1月21日 - 日本の阪神電気鉄道とも連携協定を締結[8][9]。